# 且慮県
且慮県（しゃりょ-けん）は中華人民共和国遼寧省にかつて存在した県。現在の朝陽市西部に相当する。
前漢により設置され、後漢により廃止された。